# Juliano Roberto Antonello
Juliano Roberto Antonello, noto anche con lo pseudonimo di Juca (Passo Fundo, 19 novembre 1979), è un ex calciatore brasiliano con passaporto italiano, di ruolo difensore.

## Palmarès
- Campionato serbo: 2

Partizan Belgrado: 2008, 2009